# 遼東湾
遼東湾(りょうとうわん、簡体字:辽东湾、繁体字:遼東灣)は渤海の北部、遼寧省の南西部に位置し、渤海の3つの湾の中で最大である。遼東湾の南向きの開口部は、渤海湾(zh)につながっている。沿岸都市として葫芦島市、錦州市、盤錦市、営口市、大連市に囲まれている。遼東湾に流れ込む主要河川は遼河（双台子河）、大遼河、大凌河と小凌河等がある。遼東湾の主な島としては菊花島がある。

## 地理

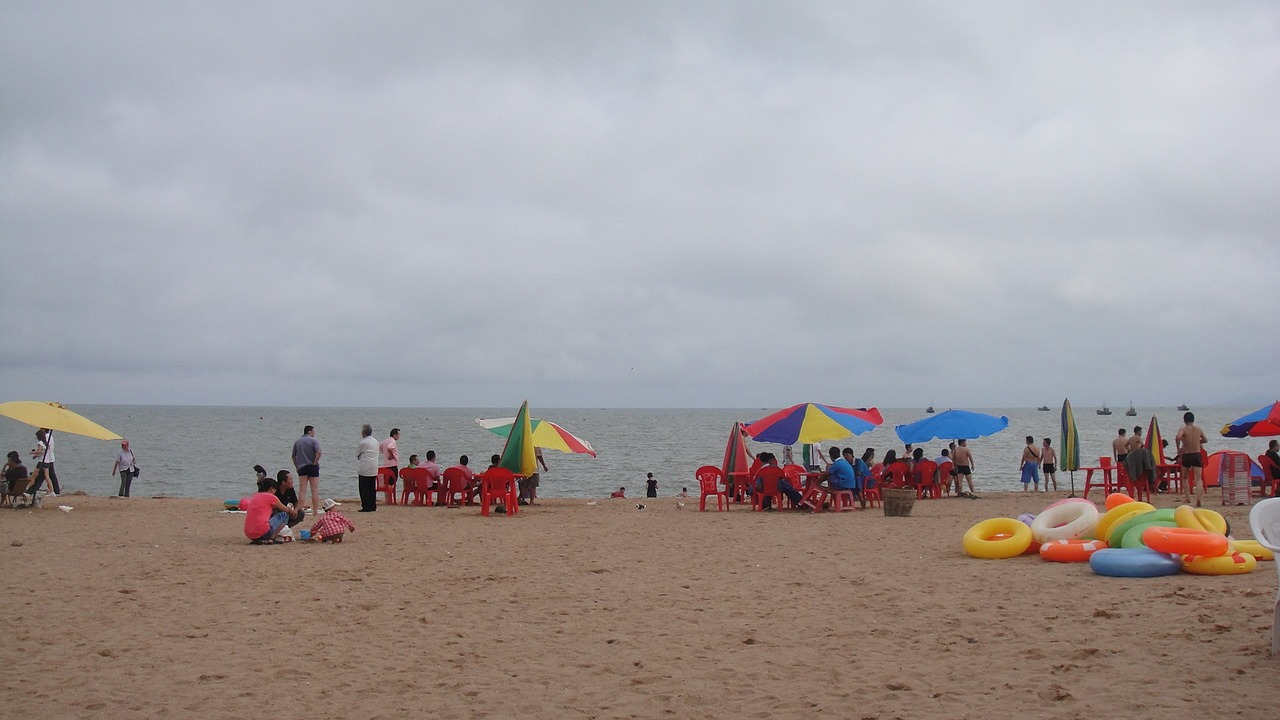
興城海浜公園

湾は大陸と遼東半島の間にあり、奥行は約220km、開口部は六股河河口から長興島西部にかけて約175kmある。水深は10〜50m、潮差は4.4m。
湾の北東には営口港があり、西部には北支や満州からの引揚船の出発地となった葫芦島港がある。

## 脚註
1. ↑  “Limits of Oceans and Seas, 4th edition”.   International Hydrographic Organization. p. 162 (2002年). 2020年4月22日閲覧。
2. 1 2  Ляодунский залив // Большая Советская Энциклопедия. 3-е изд.  / Гл. ред. А. М. Прохоров. — М.: Советская Энциклопедия, 1974. — Т. 15. Ломбард — Мезитол. — С. 130.